# Esther Lungu
Esther Nyawa Lungu (sinh ngày 2 tháng 6 năm 1957) là một Nhân vật công chúng người Zambia, từng giữ vai trò Đệ nhất Phu nhân Zambia từ ngày 25 tháng 1 năm 2015 đến ngày 24 tháng 8 năm 2021. Bà là phu nhân quá cố của cựu Tổng thống Zambia, Edgar Lungu.
Dù được nuôi dạy theo Công giáo, Esther Lungu và chồng hiện là tín hữu Baptist. Năm 2015, bà sang Hoa Kỳ tham dự một loạt sự kiện, bao gồm các hội nghị dành cho Đệ nhất phu nhân và phụ nữ do Viện George W. Bush tổ chức tại Dallas, Texas, cũng như tại Liên Hợp Quốc ở Thành phố New York. Tại hội nghị "Đầu tư cho phụ nữ" ở Dallas, bà Lungu là một diễn giả tiêu biểu, với phiên thảo luận do Cherie Blair điều phối.
Trong nhiệm kỳ Đệ nhất phu nhân, bà Lungu tích cực vận động chống nạn tảo hôn. Tháng 12 năm 2015, bà thành lập Quỹ Esther Lungu, nơi bà giữ vai trò chủ tịch và người bảo trợ. Mục tiêu chính của quỹ là trao quyền cho phụ nữ và trẻ em tại Zambia. Tháng 5 năm 2024, Esther Lungu bị bắt với cáo buộc lừa đảo.

## Thời thơ ấu
Esther Phiri sinh ngày 2 tháng 6 năm 1957 trong một gia đình thuộc tỉnh Đông Zambia, là con gái của Agnes và Island Phiri. Bà được nuôi dạy theo Công giáo, trong khi chồng bà theo Giáo hội Hợp nhất Zambia (UCZ). Sau này, cả hai tìm được điểm chung trong đức tin Baptist. Bà từng chia sẻ: “Khi mới gặp nhau, Edgar có sách thánh ca UCZ còn tôi có sách giáo lý Công giáo, cho đến khi chúng tôi cùng tìm thấy điểm chung trong đức tin Baptist.”

## Các chuyến công du
Edgar Lungu bắt đầu sự nghiệp chính trị cấp cao với vai trò Thứ trưởng tại Văn phòng Phó Tổng thống vào năm 2011. Sau đó, ông lần lượt đảm nhiệm chức Bộ trưởng Bộ Nội vụ vào ngày 9 tháng 7 năm 2012 và Bộ trưởng Quốc phòng vào ngày 24 tháng 12 năm 2013 trong chính phủ của đảng Mặt trận Yêu nước. Sau khi Tổng thống Michael Sata qua đời, Lungu được chọn làm ứng cử viên của đảng trong cuộc bầu cử tổng thống bổ sung diễn ra vào tháng 1 năm 2015. Ông đã giành chiến thắng sít sao trước ứng viên đối lập và tuyên thệ nhậm chức Tổng thống Zambia vào ngày 25 tháng 1 năm 2015. Kể từ thời điểm đó, vợ ông – Esther Lungu – chính thức trở thành Đệ nhất phu nhân của Zambia.
Trên cương vị Đệ nhất phu nhân, Esther Lungu tham gia nhiều chuyến công du nhà nước cùng Tổng thống. Trong năm 2015, bà tham dự một loạt hội nghị tại Hoa Kỳ và được Viện George W. Bush mời tham dự hội nghị dành cho các Đệ nhất phu nhân nhằm thảo luận các chủ đề về trao quyền cho phụ nữ, y tế và công nghệ. Ngoài ra, bà còn nhận lời mời từ Bộ trưởng Bộ Y tế của Vương quốc Ả Rập Xê Út và Công chúa Latifa Bint Abdulaziz Al Saud để trao đổi về các chương trình phúc lợi dành cho phụ nữ và trẻ em tại Zambia. Như một phần trong chuỗi hoạt động nhân đạo của mình, bà chính thức ra mắt Quỹ Esther Lungu vào tháng 12 năm 2015.

## Hoạt động xã hội
Bà Lungu thành lập Quỹ Ủy thác Esther Lungu (ELFT) nhằm giảm thiểu tính dễ tổn thương của các nhóm yếu thế, thông qua các phương pháp tiếp cận nhạy cảm giới, có sự tham gia của cộng đồng và bền vững về môi trường. ELFT tập trung vào trao quyền kinh tế, chăm sóc sức khỏe sản phụ và trẻ sơ sinh, giáo dục, và vệ sinh nước sạch.
Quỹ ELFT phối hợp với Muslim Social and Welfare Trust lắp đặt giếng khoan và máy bơm tay tại nhiều địa phương ở huyện Chongwe – nơi đang thiếu nước nghiêm trọng do dòng sông Chongwe cạn kiệt. Quỹ cũng hỗ trợ xác định các hộ gia đình khó khăn, đặc biệt chú trọng đến vai trò của phụ nữ trong xóa đói giảm nghèo. Bà Lungu còn hợp tác với Bộ Phát triển Cộng đồng và Bộ Giáo dục để thúc đẩy việc đi học của trẻ em.
Bà nhấn mạnh vai trò của xà phòng rửa tay trong việc phòng bệnh tiêu chảy ở trẻ nhỏ, và từng phát biểu rằng rửa tay có thể ngăn chặn một phần ba số ca tiêu chảy ở trẻ em. Bà cũng vận động nâng cao chất lượng cuộc sống cho phụ nữ cao tuổi, đồng thời quyên góp 30.000 kwacha cho sáu hiệp hội phụ nữ tại Chilanga.
Bà bày tỏ sự ủng hộ quyết định của chồng khi chọn một phụ nữ làm ứng viên phó tổng thống – điều chưa từng có trong lịch sử Zambia. Một số nhà báo cho rằng các hoạt động xã hội của bà là nhằm hỗ trợ chiến dịch tranh cử của chồng, điều này bị đảng Mặt trận Yêu nước (Patriotic Front) phủ nhận.
Tháng 9 năm 2017, bà Esther Lungu được Thế vận hội Đặc biệt phong tặng danh hiệu Đại sứ Kỷ niệm 50 năm cho khu vực châu Phi. Danh hiệu được trao nhân dịp kỷ niệm 50 năm Học viện Lãnh đạo của Thế vận hội Đặc biệt, với sự kiện được tổ chức tại Trung tâm Phát triển Thanh thiếu niên Olympic ở Lusaka.